# Барт против Дня благодарения
«Bart vs. Thanksgiving» (с англ. — «Барт против Дня благодарения») — седьмой эпизод второго сезона мультсериала «Симпсоны», премьера которого состоялась 22 ноября 1990 года.

## Сюжет
Действие серии происходит в течение одного дня. Все Симпсоны готовятся к празднованию Дня благодарения: Мардж готовит праздничный обед, Лиза доделывает свою поделку, посвящённую великим женщинам Америки, Гомер и Мэгги смотрят телевизор, а Барт бродит по всему дому, не зная, чем себя занять. Ко Дню благодарения в дом Симпсонов также приходят старшие члены семьи Симпсонов и семьи Бувье: дедушка Симпсон, Жаклин Бувье, а также Пэтти и Сельма.
Когда все сели за стол, Лиза приносит свою поделку и начинает рассказывать о ней. В то же время приходит Барт с только что приготовленной индейкой. Места на столе не хватает, и в результате поделка Лизы не без помощи Барта попадает в пылающий камин. Лиза с плачем убегает в свою комнату, а Барта отправляют в свою насильно. Ему говорят, что он не получит еды до тех пор, пока не извинится. Но Барт не считает себя виноватым. Он убегает из дома через окно вместе с Маленьким помощником Санты и бродит по городу в поисках праздничного ужина для себя и собаки.
Зайдя в бедный квартал города, Барт сдаёт кровь и получает деньги, однако из-за слишком большой дозы сданной крови теряет сознание. Он приходит в себя среди бездомных людей, которые ведут его в благотворительную столовую, куда в это время приходит Кент Брокман снимать репортаж о бездомных. Барт даёт интервью в прямом эфире, и Симпсоны, увидев его, вызывают полицию. К концу дня, когда дом Симпсонов опустел, Барт решает прийти обратно, однако представив себе, что его заставят извиняться перед всеми за всё, он решает пристроиться на дереве неподалёку.
Играя со своими игрушками на крыше своего дома, Барт слышит плач Лизы, которая очень волновалась за него, и извиняется перед ней. Мардж и Гомер подсматривают через окно, и Гомер говорит, что неплохо воспитал детей.